# Stathmostelma propinquum
Stathmostelma propinquum är en oleanderväxtart som först beskrevs av Nicholas Edward Brown, och fick sitt nu gällande namn av Rudolf Schlechter. Stathmostelma propinquum ingår i släktet Stathmostelma och familjen oleanderväxter. Inga underarter finns listade i Catalogue of Life.